# Hemiancistrus spinosissimus
Hemiancistrus spinosissimus és una espècie de peix d'aigua dolça de la família dels loricàrids i de l'ordre dels siluriformes. Va ser descrit el 2003 per Alexandre R. Cardoso i Luiz R Malabarba.

## Morfologia
Els adults poden assolir els 12,7 cm de longitud total.

## Distribució geogràfica
Es troba a Sud-amèrica: riu Tocantins.